# Nemti
Nemti è un comune dell'Ungheria di 807 abitanti (dati 2001). È situato nella contea di Nógrád.